# Jatiyoso
Jatiyoso is een bestuurslaag in het regentschap Karanganyar van de provincie Midden-Java, Indonesië. Jatiyoso telt 3331 inwoners (volkstelling 2010).